# Махмуд, Джемила
Джемила бинти Махмуд (род. 3 декабря 1959) — малайзийская врач‑специалист по общественному здравоохранению и гуманитарным операциям. С сентября 2021 года является проректором Университета Хериота-Уатта, а с августа 2021 — профессором и исполнительным директором Sunway Centre for Planetary Health при Университете Санвей. Кроме того, с 2022 года она входит в совет директоров компании Roche. В 2020—2021 годах она была специальным советником премьер‑министра Малайзии по вопросам общественного здравоохранения, а с января 2016 до 2020 года занимала должность Заместитель Генерального секретаря по партнёрствам в Международной федерации обществ Красного Креста и Красного Полумесяца.
До этого она была руководителем секретариата Всемирного гуманитарного саммита при Организации Объединённых Наций, а также возглавляла Гуманитарный ответный отдел Фонда ООН в области народонаселения (UNFPA) в 2011 году. С июня 1999 по 2009 год занимала пост президента медицинского фонда Mercy Malaysia, который основала сама под влиянием опыта работы в организации «Врачи без границ». В 2008 году она вошла в Консультативную группу Центрального фонда реагирования на чрезвычайные ситуации (CERF), назначенную тогдашним генсекретарём Пан Ги Муном.

## Образование
Училась в школе Ассунта в Петалинг-Джая. В 1986 году получила степень доктора медицины (MD) в Национальном университете Малайзии, а в 1992 завершила магистратуру по специальности «акушерство и гинекология» в том же учреждении. Впоследствии она стала членом Королевского колледжа акушеров и гинекологов Великобритании (RCOG) и проходила дополнительное обучение в Великобритании. Также прошла курс управленческой подготовки в Международном институте управленческого развития (IMD) в Лозанне, Швейцария.

## Карьера
Начала медицинскую деятельность в Куала-Лумпурской городской больнице и вела преподавательскую и исследовательскую работу в Медицинском факультете UKM до 1995 года. Также работала научным стипендиатом в Токийском университете и в 2004 году стала членом RCOG.
В 1995—1998 годах занимала пост казначея Малайзийской ассоциации акушеров и гинекологов, а в 1999—2000 — заместителя председателя Малайзийской ассоциации по менопаузе. До 2009 года работала в качестве врача-акушера в специализированной больнице Ampang Puteri в Куала-Лумпуре. С 2009 по 2011 год возглавляла гуманитарную программу Фонда ООН в области народонаселения (UNFPA) в Нью-Йорке, занимаясь вопросами репродуктивного здоровья, борьбы с гендерно‑обусловленным насилием и сбором демографических данных в чрезвычайных ситуациях.
В мае 2014 года была назначена руководителем секретариата Всемирного гуманитарного саммита при Управлении ООН по координации гуманитарных вопросов (OCHA) в Нью-Йорке. По словам самой Джемилы: «Мне крайне приятно и почётно возглавить такую важную инициативу, особенно как малайзийке». О целях саммита она говорила, что «для нас необходимо учитывать голос тех, кто редко услышан в международном пространстве… чтобы глобально оценивать современные гуманитарные вызовы». Что касается её подхода, то она добавляла: «Несмотря на прогресс, потребности опережают усилия — особенно в затяжных кризисах, как в Сирии или в регионе Сахель».
С марта 2020 года — специальный советник премьер‑министра Малайзии Мухиддин Яссина по вопросам общественного здравоохранения, с 1 августа 2021 — проректор Университета Хериота-Уатта в Малайзии.

## MERCY Malaysia
Организация Mercy Malaysia, основанная Джемилой в июне 1999 года, проводила медицинские миссии и спасательные работы в ряде стран, включая Афганистан и Индонезию после цунами в Индийском океане (2004).

## Награды и признание
- 2003 — премия «Женщина мира Восточной Азии» в номинации «Гуманитарная служба»[8]
- 2006 — Gandhi, King, Ikeda Award (Morehouse College)[17]
- 2013 — Isa Award for Service to Humanity[18]
- 2019 — премия АСЕАН[19][20]

## Награды и почётные звания
- Малайзия:
  - Командор Ордена Заслуг (PJN) — титул Датук (2003)
  - Командор Ордена Преданности Короне Малайзии (PSM) — титул Тан Сри (2009)[21]
- Перак:
  - Командор Ордена Государственной Короны Перака (DPMP) — титул Дато’ (2002)
- Паханг:
  - Командор Ордена Короны Паханга (DIMP) — титул Дато’ (2005)
  - Командор Ордена султана Ахмада Шаха Паханга (DSAP) — титул Дато’ (2008)

## Личная жизнь
Замужем за Ашаром Абдуллой, есть два сына.